# Narcine atzi
Narcine atzi  (лат.) — вид скатов рода нарцин семейства Narcinidae отряда электрических скатов. Это хрящевые рыбы, ведущие донный образ жизни, с крупными, уплощёнными грудными и брюшными плавниками в форме диска, выраженным хвостом и двумя спинными плавниками. Они способны генерировать электрический ток. Обитают на ограниченной территории в западной части Индийского океана на глубине до 27 м. Максимальная зарегистрированная длина 36 см. 

## Таксономия
Впервые вид был научно описан в 2003 году. Голотип представляет собой взрослую самку длиной 31 см, пойманную в Оманском заливе на глубине 27 м. Вид назван в честь Джеймса У. Атца, почётного куратора Департамента ихтиологии Американского музея естественной истории за его вклад в «различные аспекты ихтиологии и беспримерный энтузиазм в изучении рыб».

## Ареал
Narcine atzi обитают в западной части Индийского океана, в Оманском заливе и по обе стороны Бенгальского залива в водах Ирана, Мьянмы, Омана и Шри Ланки. Эти скаты встречаются у берега на глубине до 27 м. 

## Описание
У Narcine atzi овальные и закруглённые грудные и брюшные диски и короткий хвост. Имеются два спинных плавника. У основания грудных плавников перед глазами сквозь кожу проглядывают электрические парные органы в форме почек, которые тянутся вдоль тела до конца диска. Максимальная зарегистрированная длина 36 см. Дорсальная поверхность диска и хвоста покрыта многочисленными мелкими тёмно-коричневыми пятнышками, диаметр которых равен или меньше диаметра глаз, кроме того, наблюдаются тусклые крупные отметины на дорсальной поверхности диска. Первый спинной плавник выше второго, его основание длиннее. Расстояние от кончика рыла до глаз не превышает расстояния от кончика рыла до рта. Верхние и нижние зубные пластины имеют форму полукруга и равны по ширине.

## Биология
Narcine atzi являются донными рыбами. Они способны генерировать электрический ток средней силы. Они размножаются яйцеживорождением, эмбрионы вылупляются из яиц в утробе матери. В Оманском заливе была поймана беременная самка, вынашивавшая трёх эмбрионов мужского пола на поздней стадии развития. Их длина колебалась от 10,3 см до 11,3 см. У меньшего эмбриона присутствовали остатки желточного мешка. Каким образом эмбрионы располагались внутри утробы неизвестно, поскольку самка абортировала вскоре после поимки. Размер известных взрослых самок колебался от 29,8 до 36 см. 

## Взаимодействие с человеком
Эти скаты не представляют интереса для коммерческого рыбного промысла. Иногда они попадаются в качестве прилов при коммерческом промысле методом траления. В их ареале ведётся интенсивное рыболовство. Вероятно, эти рыбы страдают от ухудшения условий среды обитания, в частности, связанного с антропогенным фактором. Данных для оценки Международным союзом охраны природы статуса сохранности вида недостаточно.